# Compagnie des Eaux d'Utrecht

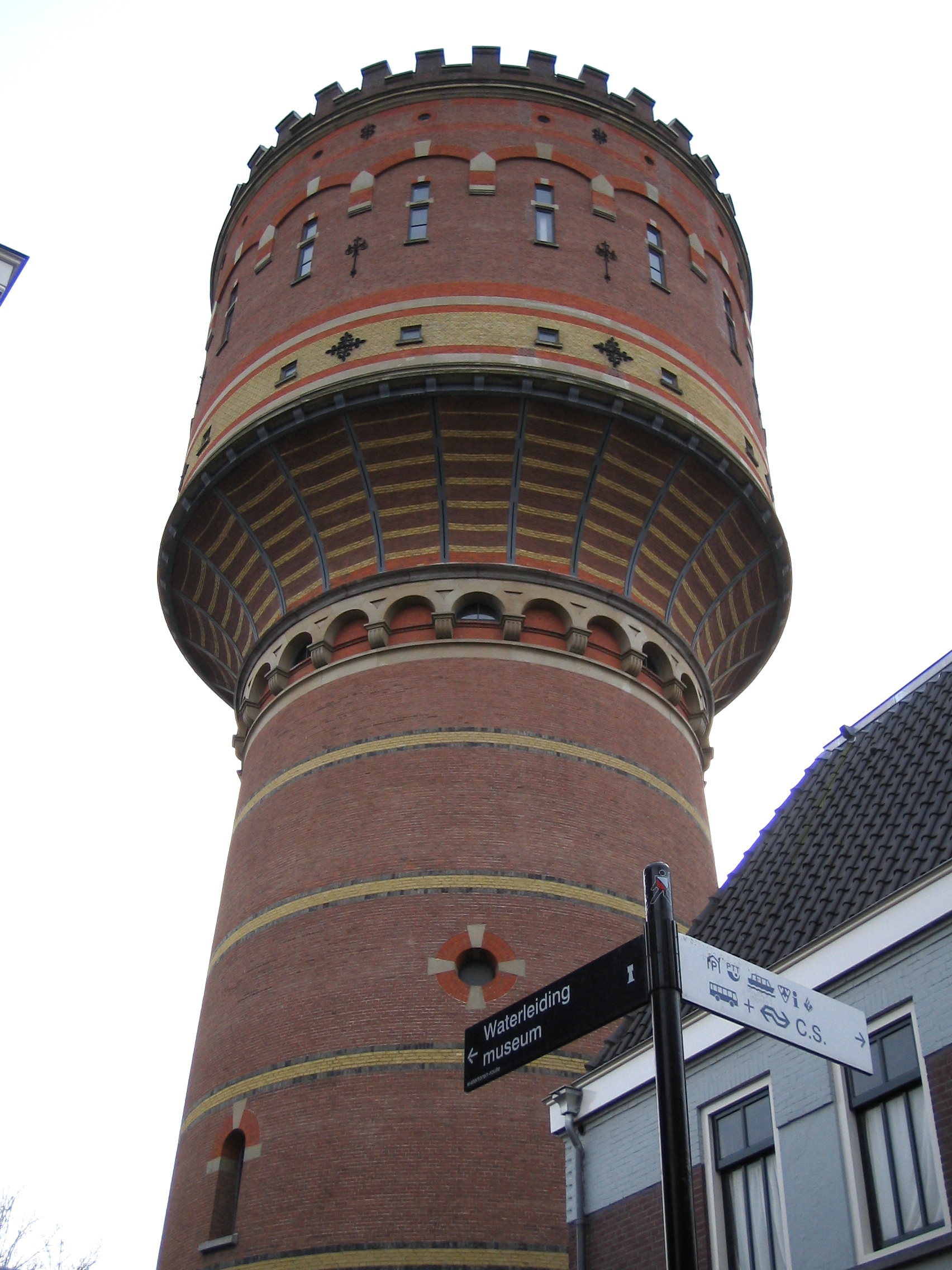
De Watertoren op de Lauwerhof, Utrecht.

De Compagnie des Eaux d'Utrecht, later Utrechts(ch)e Waterleiding Maatschappij (UWM), was een waterleidingbedrijf dat vanaf 1881 actief was in de provincie Utrecht en in Apeldoorn, Hilversum en Tiel.

## Geschiedenis
Het bedrijf ontstond in 1881 uit een Belgisch bedrijf te Luik, de Compagnie General des Conduites d'Eau. Dit bedrijf vervaardigde buizen voor waterleidingen en legde ze aan, onder meer in Parijs. Voor de stad Utrecht en omstreken wist het bedrijf de opdracht te krijgen tot de aanleg, financiering en exploitatie van de waterleidingen. 
In Utrecht legde het vervolgens een waterleidingnet aan, dat voor de stad Utrecht in 1883 werd geopend in Park Tivoli. Over een afstand van zo'n 15 kilometer werd het drinkwater getransporteerd vanaf het hoogste punt van De Stompert bij Soestduinen. Het verval van circa 50 meter was in de beginjaren samen met een pompstation genoeg om voldoende waterdruk op de waterleiding te houden. Het aantal afnemers steeg echter snel. Om de druk in het waterleidingnet constant te houden, werd uiteindelijk besloten in de binnenstad van Utrecht de eerste watertoren op de Lauwerhof te bouwen. Deze watertoren verrees in 1895 in de achtertuin van de directeur van de in 1889 tot 'Utrechtsche Waterleiding Maatschappij' omgedoopte firma.
In 1893 voorzag de UWM inmiddels ook zeven andere gemeenten van water en pompte dat jaar ruim 1,5 miljoen m³ water op. Het bedrijf liet buiten de Utrechtse eerste watertoren nog andere werken uitvoeren. Voor de gemeente Tiel kreeg de UWM in 1889 een concessie en dat was de eerste gemeente waar de UWM een watertoren liet bouwen. De UWM liet ook de oude watertoren in Hilversum (1893), de watertoren in Zeist (1896), de watertoren in de Riouwstraat in Utrecht (1897), de watertoren Heuveloord (1907) en aan de Amsterdamsestraatweg (1916) in Utrecht, een watertoren te Baarn (1903) en  Oudewater (1911) en een tweede pompstation in Soestduinen (1902) bouwen. 
Tot 1900 was de UWM de enige waterleidingmaatschappij in de provincie Utrecht. Vervolgens ontstonden diverse andere waterleidingmaatschappijen. In Amersfoort diende de UWN gaandeweg de concurrentiestrijd aan te gaan met het Gemeente Waterleiding Bedrijf. Daar was onvrede ontstaan over de kwaliteit van het water van de UWN. Vervolgens besloot Amersfoort een eigen waterleidingmaatschappij op te richten en bouwde men daartoe in 1912 een watertoren. 
Een aan de UWM gelieerde onderneming was de Arnhemsche Waterleiding-Maatschappij (AWM). Deze waterleidingmaatschappij liet in 1908 in Arnhem een pompstation en in 1931 de watertoren in Soest bouwen. Omstreeks 1939 verliep de concessie voor Arnhem. Rond 1955 kwam dit waterleidingbedrijf in bezit van de gemeente Arnhem.
Op 18 maart 1945 zag de UWM zich genoodzaakt de waterlevering wegens energiebesparing te beperken. Dagelijks werd alleen nog water geleverd van 7-13 uur en van 17-22 uur.
Rond 1964 had het Waterleidingbedrijf Midden Nederland (WMN) het merendeel van de aandelen UWM in handen en in 1967 was men bezig met de liquidatie van de UWM.